# 短臀拟鲿
短臀拟鲿（学名：Pseudobagrus brevianalis）为鲿科拟鲿属的鱼类，於1908年由查爾斯·泰特·里根描述。分布于台灣以及中国福州等。该物种的模式产地在台湾日月潭。